# Dağlı
Dağlı, före 2015 Ali-Bayramly (Əli Bayramlı), är en ort i Azerbajdzjan.   Den ligger i distriktet Zaqatala Rayonu, i den nordvästra delen av landet, 300 kilometer väster om huvudstaden Baku. Ali-Bayramly ligger 236 meter över havet och antalet invånare är 2 770.
Terrängen runt Ali-Bayramly är platt. Närmaste större samhälle är Aliabad, 9,7 kilometer sydost om Ali-Bayramly.
Omgivningarna runt Ali-Bayramly är en mosaik av jordbruksmark och naturlig växtlighet. Runt Ali-Bayramly är det ganska tätbefolkat, med 80 invånare per kvadratkilometer.